# Arnaud Guedj
Arnaud Guedj (ur. 19 lipca 1997 w Le Mans, Francja) – francuski piłkarz, grający na pozycji pomocnika.

## Kariera piłkarska

### Kariera klubowa
Wychowanek klubu Le Mans FC. W 2014 rozpoczął karierę piłkarską w OGC Nice, ale występował jedynie w drugim składzie klubu. 2 lipca 2017 roku przeniósł się do ukraińskiej Zirki Kropywnycki.

### Kariera reprezentacyjna
Występował w juniorskiej reprezentacji Francji.